# 福岛县
福島縣（日语：／ Fukushima ken */?，發音：[ɸɯ̥kɯɕimaꜜkeɴ]）是日本東北地方南部的縣，位於北緯37度至38度之間，與中國的山東半島和美國的三藩市同緯度。南北距離133公里，東西距離166公里，總面積13,784.41平方公里，在日本47個都道府縣中位居第三，僅次於北海道與岩手縣。

## 地理

### 地形
- 平地

福島盆地（信達平野）、會津盆地、郡山盆地、白河盆地、猪苗代盆地
- 山地

奥羽山脈、阿武隈高地、越後山脈、那須山地
- 河流

阿武隈川、阿賀川、久慈川、宇多川、請戶川、夏井川等。
- 湖沼

猪苗代湖、五色沼 (福島市)、五色沼 (北鹽原村)、尾瀨沼、松川浦、沼沢湖、雄國沼等。

## 歷史
福島縣於江戶時代發展成養蠶中心，在明治維新以前屬於陸奧國。1871年日本廢藩置縣後，原有的陸奧國被重新分成11個部分，後於1876年再合併成福島縣。
1898年東京至濱通的鐵路（今常磐線）開通後，促進濱通煤礦業的发展。磐城市的常磐煤田使用採煤設備大幅提升煤的產量，东京地区使用的煤炭几乎出自常磐。
2011年3月11日，受到東日本大地震影響，福島縣沿海多處遭海嘯侵襲。縣內的福島第一核電廠亦遭海嘯侵襲，冷卻系統受損，使反應爐喪失冷卻，發生爐心熔毀並造成氫氣爆炸，引發輻射外洩事件，使得電廠週遭30公里範圍地區居民被疏散至其他地方，當時福島縣政府共向11個町發出避難指示。
2016年11月22日，福島縣清晨再次發生強烈地震，日本氣象廳將強度上調至7.4級。當局並將海嘯警報範圍由福島縣擴展至宮城縣，並預料會有3米高的海嘯侵襲。政府指示沿海民眾往高地暫避。
2020年3月5日，日本政府解封福島雙葉町北部地區的「避難指示」。2020年夏季奧林匹克運動會火炬傳遞受到奧運延期影響，聖火暫時置於本縣。

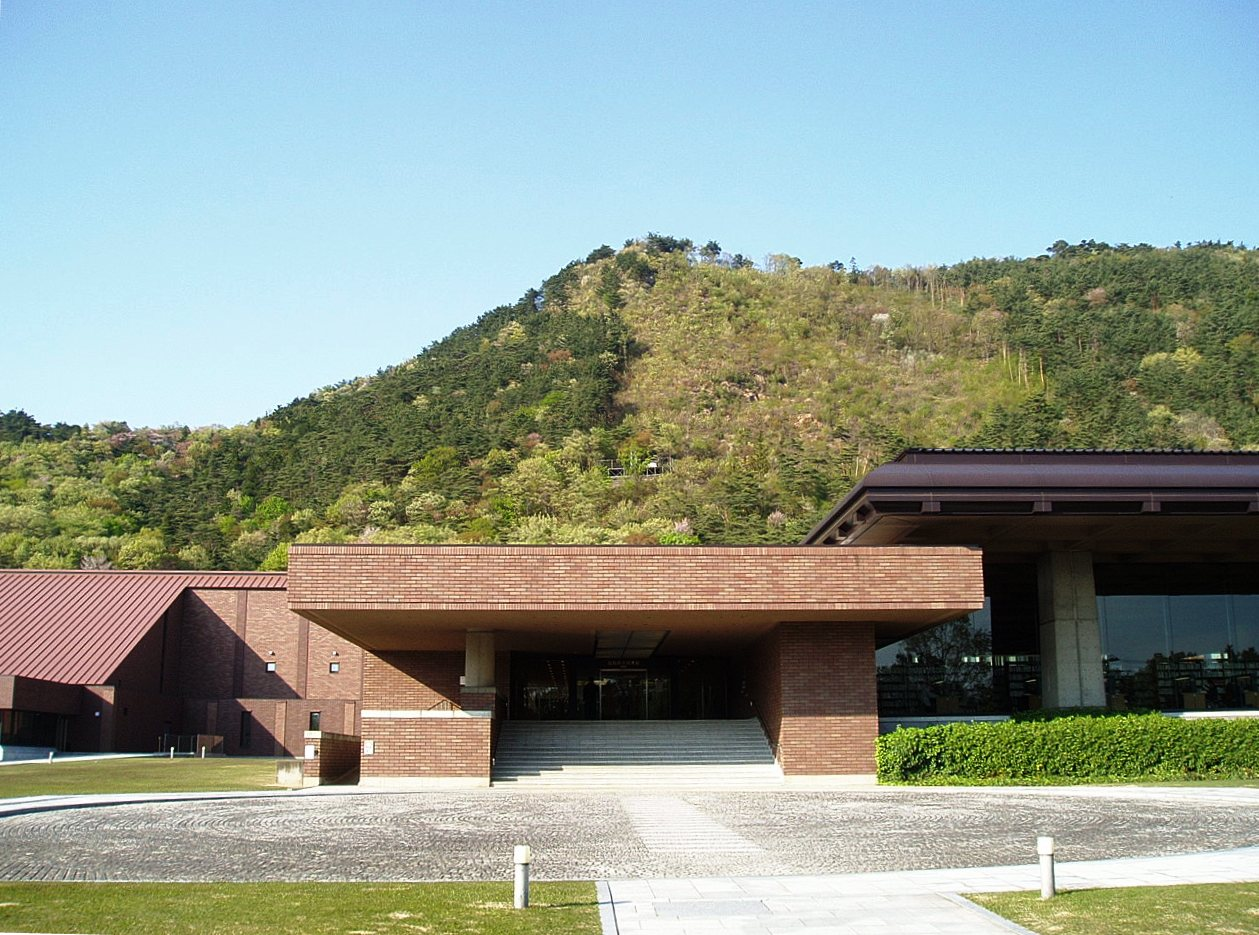
福島縣立圖書館
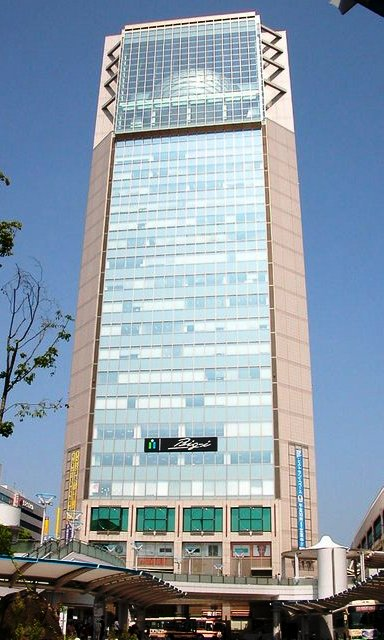
郡山大樓
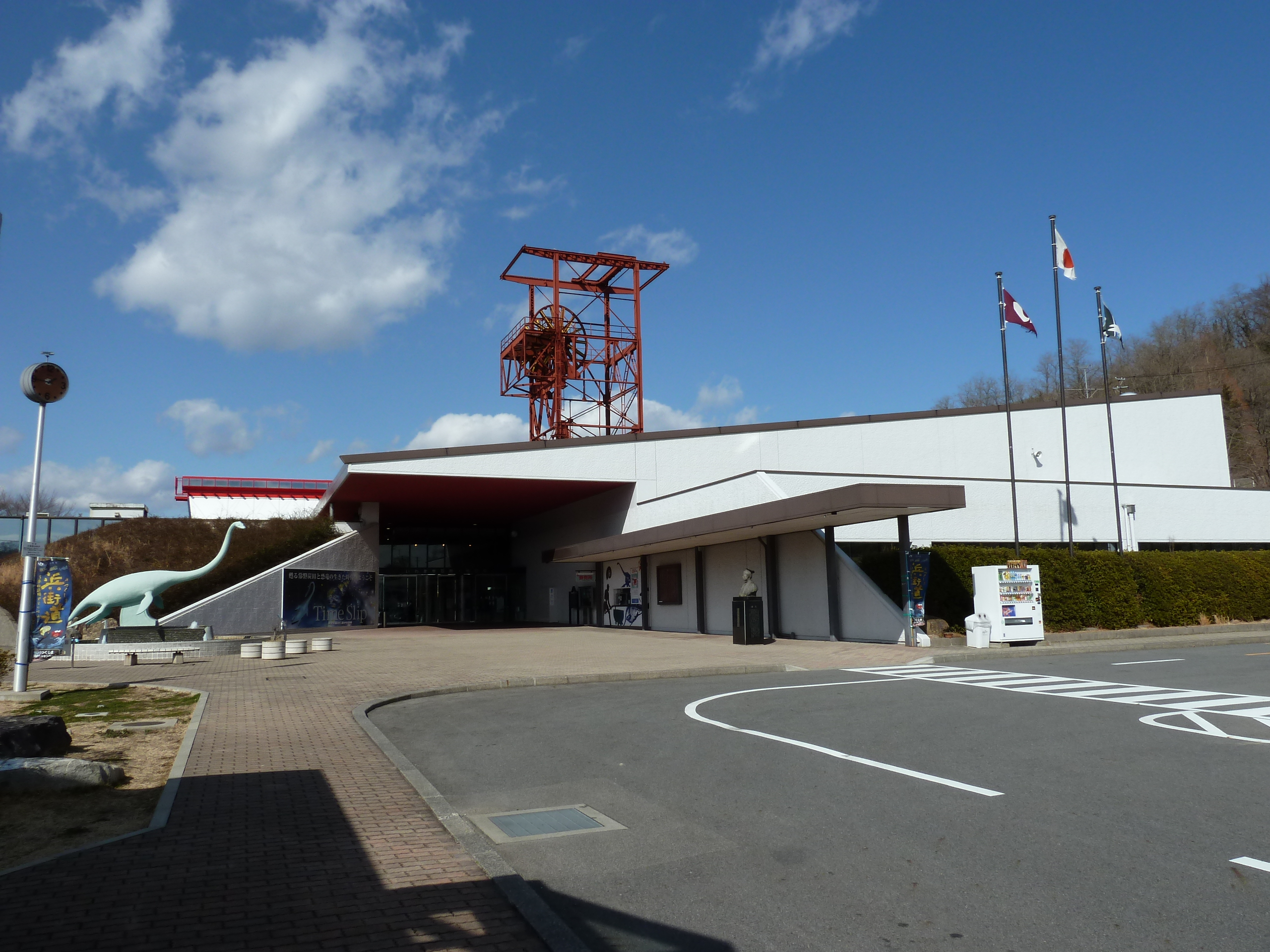
煤炭博物館
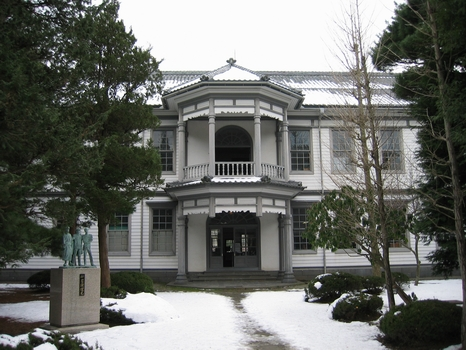
安積歷史博物館
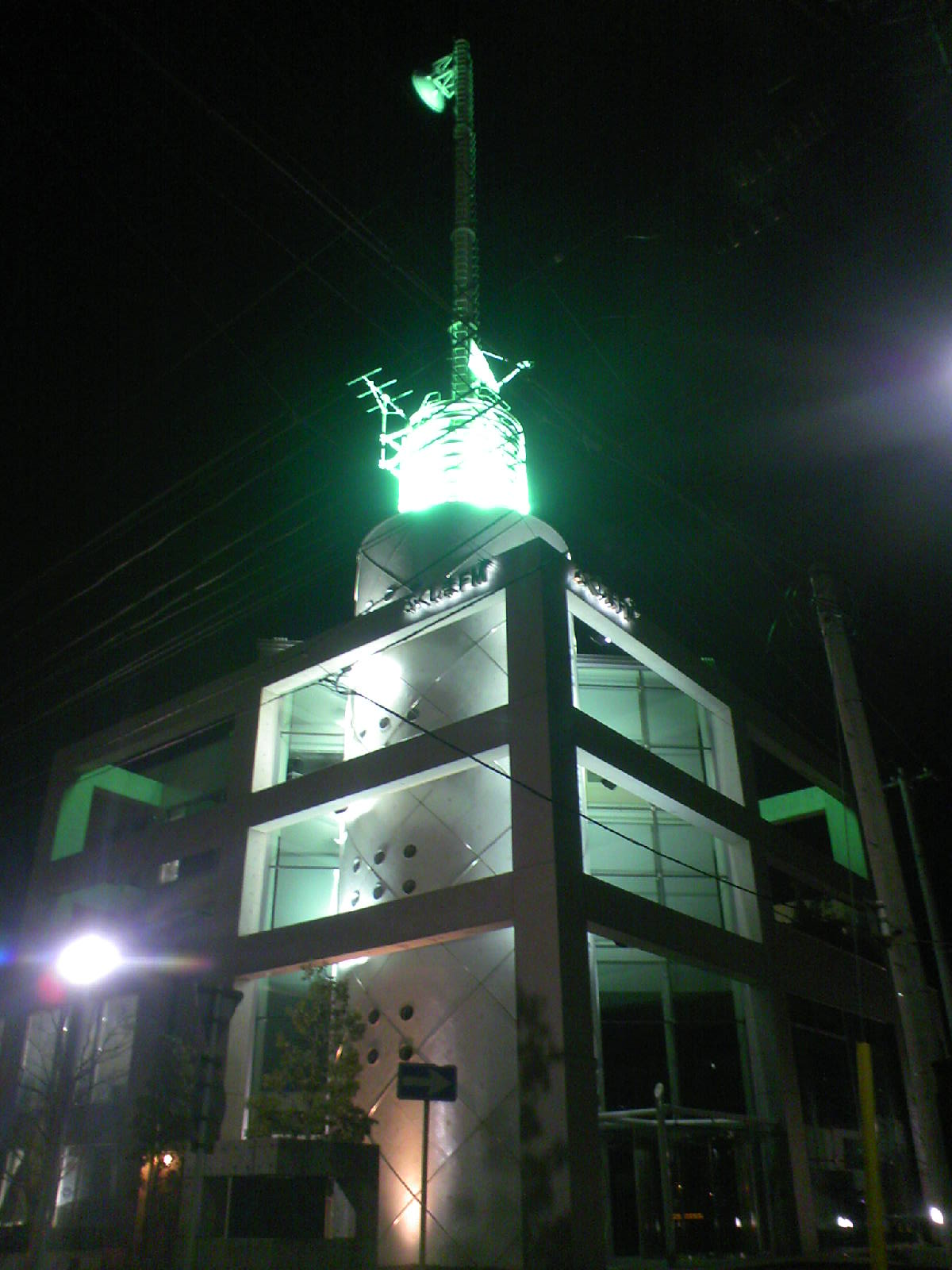
福岛FM廣播電台

## 交通
福岛县内现有13條铁路：东北新干线、东北本线、奥羽本线、常磐线、磐越西线、磐越东线、水郡线、只见线、饭坂线、会津鬼怒川线、会津线、阿武隈急行线及货物运输线福島臨海鐵道本線，总长853,8km。东北新干线连接着东京和东北地区各主要城市，从东京至福岛只需1－1.5小时。其余铁路则连接着县内各市町村，为县民的生活和商业的发展提供了便利的条件。
除了鐵道以外，另有多條高速公路：東北自動車道、磐越自動車道、常磐自動車道、東北中央自動車道（建設中）以及阿武隈高原道路。航空交通則有福島機場及農業和飛行競技用的福島航空公園。

## 特產
| 水果、蔬菜       | 水果、蔬菜                                                                                            |
| ---------------- | --- |
| 桃               | 全國都道府縣·收穫量第1位(16年度)。                                                                    |
| 米               | 全國有數的產地。主要的品種有越光米・ひとめぼれ等。                                                    |
| 西洋梨           | 全國有數的產地。                                                                                      |
| 櫻桃             | 全國有數的產地。                                                                                      |
| 蘋果             | 全國有數的產地。                                                                                      |
| 會津人参         | 全國有數的朝鮮人參產地。                                                                              |
| 魚介類・海產物   | |
| 安康             | 小名浜在12月~3月舉辦安康祭。                                                                          |
| ベニズワイガニ   | 小名浜港。                                                                                            |
| 肉類・乳製品     | |
| 馬肉             | 会津坂下町是越後街道的要所，生產馱馬。馬肉料理屋也有許多。                                            |
| 鄉土料理         | |
| 喜多方拉麵       | 喜多方市。                                                                                            |
| 白河拉麵         | 白河市。                                                                                              |
| 奥州手延麺       | 二本松的傳統麵。                                                                                      |
| 蕎麥麵           | 蕎麦的產地有：裁ちそば（南会津郡舘岩村/南会津郡檜枝岐村）、蕎麦之里（耶麻郡猪苗代町）、白河蕎麥麵等。 |
| 工藝品・民藝品   | |
| 大堀相馬燒       | 國家指定的傳統工藝品。                                                                                |
| 會津本鄉燒       | 國家指定的傳統工藝品。                                                                                |
| 會津塗           | 國家指定的傳統工藝品。                                                                                |
| 奥會津編み組細工 | 國家指定的傳統工藝品。                                                                                |
| 參考資料：       | |

## 外部連結
- 官方网站
- 福岛县的Facebook專頁
- 福岛县的X（前Twitter）